# Acid gras omega-3

Structura chimică a acidului alfa-linolenic (ALA)

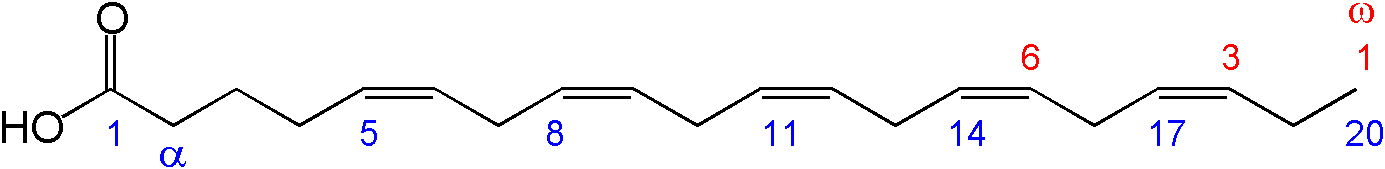
Structura chimică a acidului eicosapentaenoic (EPA)

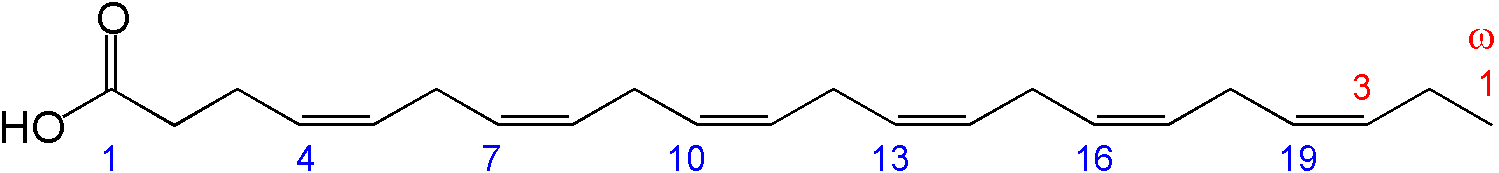
Structura chimică a acidului docosahexaenoic (DHA)

Acizii grași omega-3, denumiți și acizi grași ω-3 sau n-3,  sunt acizi grași polinesaturați (PUFA) caracterizați prin prezența unei duble legături, la trei atomi distanță de gruparea metilică terminală din structura lor chimică. Sunt răspândiți pe larg în natură, fiind constituenți importanți ai metabolismului lipidelor din organismul animal, și joacă un rol important în alimentația umană și în fiziologia umană.
Cele trei tipuri de acizi grași omega-3 implicați în fiziologia umană sunt acidul α-linolenic (ALA), acidul eicosapentaenoic (EPA) și acidul docosahexaenoic (DHA). ALA poate fi găsit în plante, în timp ce DHA și EPA se găsesc în alge și pești. Algele marine și fitoplanctonul sunt surse primare de acizi grași omega-3, iar DHA și EPA se acumulează în peștii care mănâncă aceste alge. Sursele obișnuite de uleiuri vegetale care conțin ALA includ nucile, semințele comestibile și semințele de in, în timp ce sursele de EPA și DHA includ peștele și uleiurile de pește, precum și uleiul de alge. 